# Cupa Davis 1969
Cupa Davis 1969 a reprezentat cea de-a 58-a ediție a turneului masculin de tenis pe națiuni. În competiție au intrat 51 de echipe din întreaga lume.

## Finala
| | SUA | 5                       | - | 0  | România |   |        |
| --- | --- | ----------------------- | - | -- | ------- | - | ------ |
| Harold Clark Courts, Cleveland, Ohio, Statele Unite |     |                         |   |    |         |   |        |
| 19 - 21 septembrie 1969 |     |                         |   |    |         |   |        |
| \| 1 \| \| Arthur Ashe \| 6 \| 15 \| 7 \| \| \| \| 1 \| \| Ilie Năstase \| 2 \| 13 \| 5 \| \| \| \| 2 \| \| Stan Smith \| 6 \| 6 \| 5 \| 6 \| 6 \| \| 2 \| \| Ion Țiriac \| 8 \| 3 \| 7 \| 4 \| 4 \| \| 3 \| \| Bob Lutz-Stan Smith \| 8 \| 6 \| 11 \| \| \| \| 3 \| \| Ilie Năstase-Ion Țiriac \| 6 \| 1 \| 9 \| \| \| \| \| \| \| \| \| \| \| \| \| 4 \| \| Stan Smith \| 4 \| 4 \| 6 \| 6 \| 11 \| \| 4 \| \| Ilie Năstase \| 6 \| 6 \| 4 \| 1 \| 9 \| \| \| \| \| \| \| \| \| \| \| 5 \| \| Arthur Ashe \| 6 \| 8 \| 3 \| 4 \| \| \| 5 \| \| Ion Țiriac \| 3 \| 6 \| 6 \| 0 \| retras \| \| \| \| \| \| \| \| \| \| |     |                         |   |    |         |   |        |
| 1 |     | Arthur Ashe             | 6 | 15 | 7       |   |        |
| 1 |     | Ilie Năstase            | 2 | 13 | 5       |   |        |
| 2 |     | Stan Smith              | 6 | 6  | 5       | 6 | 6      |
| 2 |     | Ion Țiriac              | 8 | 3  | 7       | 4 | 4      |
| 3 |     | Bob Lutz-Stan Smith     | 8 | 6  | 11      |   |        |
| 3 |     | Ilie Năstase-Ion Țiriac | 6 | 1  | 9       |   |        |
| |     |                         |   |    |         |   |        |
| 4 |     | Stan Smith              | 4 | 4  | 6       | 6 | 11     |
| 4 |     | Ilie Năstase            | 6 | 6  | 4       | 1 | 9      |
| |     |                         |   |    |         |   |        |
| 5 |     | Arthur Ashe             | 6 | 8  | 3       | 4 |        |
| 5 |     | Ion Țiriac              | 3 | 6  | 6       | 0 | retras |
| |     |                         |   |    |         |   |        |